# Tóth Sándor (színművész)
Tóth Sándor (Medgyesegyháza, 1966. június 18. –) magyar színész.

## Életpályája

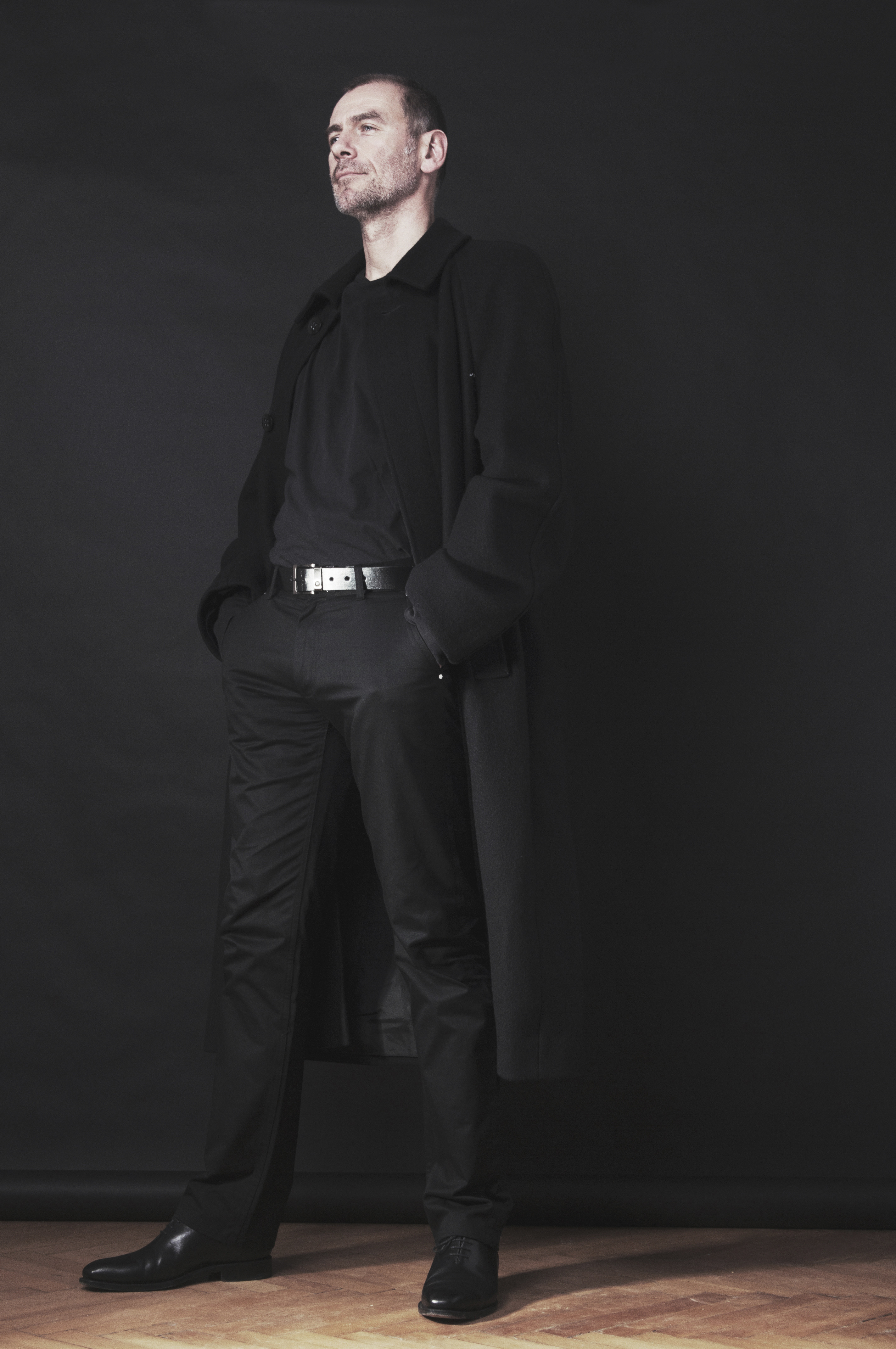
Szeidl Mariann felvétele 2014-ből

1985-ben élelmiszer-analitikus végzettséget szerzett a középiskolában, de még 1980 decemberében Kaposi Józseffel, magyartanárával megalapította a Jibraki diákszíntársulatot, mellyel több versenyt is megnyertek. A Nemzeti Színház Stúdiójában kezdte színitanulmányait Bodnár Sándor hívására. A Színház- és Filmművészeti Főiskolán 1992-ben végzett Huszti Péter tanítványaként. Az éneklést Gulyás Dénes szerettette meg vele, akinek a My fair lady-ben Freddy szerepét köszönhette. Műfaji határok nélkül, musicaltől az operettig színpadra lép.
Az egyik legismertebb címszerepe, az István, a király. 1985-ben először az akkori Nemzeti adaptálta kőszínházi keretek közé, melynek 2000-ben történt felújításakor, Iglódi István rendezésében került a történelmi István szerepébe, s az azt követő 12 évadban – amíg csak a darab színen volt – játszotta, szinte egybeforrt vele (és amiről 2002-ben Esztergomban felvétel is készült). 1992-től a Nemzeti Színház társulatának, majd 2000-től, a névváltást követően is a Pesti Magyar Színház tagja volt 2017-ig.
Vendégművészként játszott többek között a Gyulai Várszínház, a Szegedi Szabadtéri Játékok, az Esztergomi Várszínház, a Budapesti Kamaraszínház, a kecskeméti Katona József Színház, a nyíregyházi Móricz Zsigmond Színház és a Győri Nemzeti Színház előadásaiban.
Az Inj-Actor MC (színészekből alakult motorsport egyesület) tagja. Sokat kerékpározik, a vitorlázás szeretetével pedig Bereczki Sándor fertőzte meg.
Gyermekei: Lili Rebecca (1996) és Hanna Sára (2001).

## Díjai, elismerései
- Rajz János-díj (1997)
- Farkas–Ratkó-díj (1998)
- Szendrő József-díj (2004)
- Főnix díj (2007)
- Agárdy-emléklánc (2013)

## Színházi szerepei
| \| Szerző \| Cím \| Bemutató \| Színház \| Szerep \| \| ---------------------------------------------------------------------------------------------------------------------------------- \| ---------------------------------------- \| --------------------- \| -------------------------------------------------------------------- \| ------------------------------------------------------------------------------------ \| \| Nyikolaj Erdman \| A mandátum \| 1991. \| Színház- és Filmművészeti Főiskola Ódry Színpad \| Valerjan \| \| John Arden \| Gyöngyélet \| 1991. \| Móricz Zsigmond Színház \| Col, Rachel fia \| \| William Shakespeare \| Szentivánéji álom \| 1991. \| Nemzeti Színház Várszínház \| Demetrius; Oberon (beugrás) \| \| Tennessee Williams \| A vágy villamosa \| 1992. \| Ódry Színpad \| Pablo \| \| Molière \| Dandin György, vagy a megcsalt férj \| 1992. \| Ódry Színpad \| Klitander \| \| Carlo Goldoni \| Csetepaté Chioggiában \| 1992. \| Nemzeti Színház Várszínház \| Titta-Nane \| \| John Millington Synge \| A nyugati világ bajnoka \| 1991. \| Ódry Színpad \| Philly O' Cullen \| \| Petőfi Sándor, Bakonyi Károly \| János vitéz \| 1992. \| Nemzeti Színház Karmelita Udvar \| János vitéz (beugrás) \| \| William Shakespeare \| Macbeth \| 1992. \| Gyulai Várszínház \| Macbeth \| \| Katona József \| Bánk bán \| 1992. \| Nemzeti Színház Várszínház \| Ottó \| \| William Shakespeare \| Macbeth \| 1993. \| Nemzeti Színház \| Macbeth \| \| Szigligeti Ede \| Liliomfi \| 1993. \| Nemzeti Színház \| Liliomfi \| \| Lászlóffy Csaba \| Nappali virrasztás \| 1993. \| Nemzeti Színház Háziszínpada \| I. Bujdosó \| \| Madách Imre \| Az ember tragédiája \| 1994. \| Nemzeti Színház \| Ádám (IV-XII. szín) \| \| Romain Rolland \| A szerelem és halál játéka \| 1994. \| Nemzeti Színház Várszínház Refektórium \| Horace Bouchet \| \| William Shakespeare \| Lear király \| 1994. \| Nemzeti Színház Gyulai Várszínház \| Cornwall fejedelem \| \| Molnár Ferenc \| Panoptikum avagy a király füle \| 1994. \| Nemzeti Színház \| Arbert báró \| \| George Bernard Shaw, Alan Jay Lerner \| My Fair Lady \| 1994. \| Nemzeti Színház \| Freddy \| \| Balogh Elemér, Kerényi Imre \| Csíksomlyói passió \| 1994. \| Nemzeti Színház Várszínház \| Plutó \| \| John-Michael Tebelak \| Godspell \| 1995. \| Vörösmarty Színház Pelikán Udvar \| \| \| Miguel de Cervantes, Dale Wasserman \| La Mancha lovagja \| 1995. \| Nemzeti Színház \| Dr. Carrasco (A herceg) \| \| William Shakespeare \| Othello, a velencei mór \| 1995. \| Nemzeti Színház Várszínház \| Cassio \| \| John-Michael Tebelak \| Godspell \| 1995. \| Nemzeti Színház Várszínház \| \| \| Szép Ernő \| Lila ákác \| 1995. \| Nemzeti Színház Várszínház \| Mínusz \| \| Spiró György \| Ahogy tesszük \| 1996.[m 4] 1997.[m 5] \| Nemzeti Színház Várszínház, Refektórium \| Haver-Barát \| \| Csiky Gergely \| A nagymama \| 1996. \| Nemzeti Színház \| Kálmán \| \| Aiszkhülosz \| Leláncolt Prométheusz \| 1996. \| Nemzeti Színház Várszínház \| Hermész \| \| Euripidész \| Médeia \| 1996. \| Nemzeti Színház Várszínház \| Aigeusz, athéni király \| \| Szomory Dezső \| Bella \| 1997. \| Nemzeti Színház \| Révész Oszkár, publicista \| \| Müller Péter, Müller Péter Sziámi \| Mária evangéliuma \| 1997. \| Miskolci Nemzeti Színház \| Jézus \| \| Müller Péter, Müller Péter Sziámi \| Mária evangéliuma \| 1997. \| Agria Nyári Játékok Eszterházy Károly Tanárképző Főiskola Díszudvara \| Jézus \| \| Szentmihályi Szabó Péter, Bródy János \| A kiátkozott \| 1997. \| Szegedi Szabadtéri Játékok \| IV. 'Kun' László király \| \| Békeffi István \| A régi nyár \| 1996. \| Jászai Mari Színház \| Miklós, Jankovits fia \| \| Anton Pavlovics Csehov \| Apátlanul \| 1997. \| Nemzeti Színház Várszínház \| Nyikolaj, Trileckij fia \| \| William Gibson \| Libikóka \| 1998. \| Nemzeti Színház Várszínház \| Jerry Rian \| \| Gárdonyi Géza \| Egri csillagok \| 1998. \| Gárdonyi Géza Színház \| Bornemissza Gergely \| \| Bakonyi Károly, Martos Ferenc \| Bob herceg \| 1998. \| Vörösmarty Színház \| Bob herceg \| \| Sütő András \| Balkáni gerle \| 1998. \| Nemzeti Színház \| Ciprián \| \| Molnár Ferenc \| A hattyú \| 1998. \| Nemzeti Színház Várszínház \| Ági Miklós \| \| Arthur Laurents \| West Side Story \| 1999. \| Miskolci Nemzeti Színház \| Tony \| \| Harsányi Zsolt, Zágon István \| XIV. René \| 1999. \| Vörösmarty Színház \| György \| \| Nemeskürty István \| Atilla – Isten kardja \| 1999. \| Szegedi Szabadtéri Játékok \| Gyengizik \| \| Hubay Miklós \| Hová lett a Rózsa lelke ? (Nizsinszki) \| 1999. \| Nemzeti Színház \| Nizsinszki \| \| Daphne du Maurier \| A Manderley ház asszonya \| 1999. \| Játékszín \| Frank Crawley \| \| Boldizsár Miklós, Bródy János \| István, a király \| 2000. \| Nemzeti Színház \| István, király \| \| Bródy János \| Veled, Uram! \| 2000. \| Esztergomi Várszínház \| Imre herceg \| \| Boldizsár Miklós, Bródy János \| István, a király \| 2000. \| Egri Nyár Agria Nyári Játékok a Líceum udvarán \| István, a király \| \| Pierre Ambroise Choderlos de Laclos, Vidnyánszky Attila \| Veszedelmes viszonyok \| 2000. \| Magyar Színház Várszínház \| Danceny lovag \| \| Oscar Wilde \| Bunbury \| 2000. \| Szigligeti Színház \| Algernon Moncrieff, John barátja \| \| Miguel de Cervantes, Dale Wasserman \| La Mancha lovagja \| 2001. \| Magyar Színház \| Dr. Carrasco (A Herceg) \| \| Katona József \| Bánk bán \| 2001. \| Gyulai Várszínház \| Ottó \| \| Nemeskürty István \| Attila, Isten kardja \| 2001. \| Szegedi Szabadtéri Játékok \| Ellák \| \| Boldizsár Miklós, Bródy János \| István, a király \| 2001. \| Szegedi Szabadtéri Játékok \| István \| \| Prosper Merimée, Alekszandr Puskin, Georges Bizet, Henri Meilhac, Ludovic Halévy, spanyol folklór elemek, Szergej Maszlobojscsikov \| Carmen \| 2001. \| Magyar Színház \| Lucas-Escamillo; Morales; Garcia; Angol \| \| John-Michael Tebelak \| Godspell \| 2002. \| Magyar Színház \| \| \| William Shakespeare \| Vízkereszt, vagy amit akartok \| 2002. \| Magyar Színház \| Orsino \| \| Jean Racine \| Bereníké \| 2003. \| Budapesti Kamaraszínház Ericsson Stúdió \| Titus \| \| Molière \| Dandin György, avagy a megcsúfolt férj \| 2002. \| Grassalkovich – kastély kertje \| Csikasz \| \| Martos Ferenc, Bakonyi Károly \| Bob herceg \| 2003. \| Magyar Színház \| György herceg \| \| Feydeau Louis, Pozsgai Zsolt \| Meglőttük a fényes sellőt \| 2004. \| Katona József Színház (Kecskemét) \| Vesztes nyugdíjas \| \| Julius Brammer, Alfred Grünwald \| A cirkuszhercegnő \| 2004. \| Katona József Színház (Kecskemét) \| Mister X \| \| Balázs Ágnes \| Andersen, avagy a mesék meséje \| 2004. \| Magyar Színház \| Ólomkatona, ólomkatona \| \| Hector Crémieux, Ludovic Halévy \| Orfeusz az alvilágban \| 2005. \| Magyar Színház \| Orfeusz \| \| Molière \| Tartuffe \| 2006. \| Magyar Színház \| Valér \| \| Fonyódy Tibor, Pozsgai Zsolt \| Árpád népe \| 2006. \| Papp László Budapest Sportaréna \| Mór apát, katolikus pap \| \| Szilágyi László \| Csókos asszony \| 2006. \| Katona József Színház (Kecskemét) \| Dorozsmay Pista, komponista \| \| Nepp József (rajzfilm), Ternovszky Béla (rajzfilm), Valla Attila, Szikora Róbert \| Macskafogó \| 2006. \| Magyar Színház \| Tájföl \| \| Leo Stein, Bela Jenbach \| Csárdáskirálynő \| 2007. \| Móricz Zsigmond Színház \| Edwin, Leopoldék fia \| \| Szigligeti Ede \| Liliomfi \| 2007. \| Magyar Színház \| Szellemfi \| \| Molière, Jean-Baptista Poquelin \| Dandin György, avagy a megcsúfolt férj \| 2008. \| Kastély Mákszínház Zichy – Hadik Kastély \| Csikasz \| \| Tim Rice \| Evita \| 2008. \| Győri Nemzeti Színház \| Peron \| \| Háy János \| Házasságon innen, házasságon túl \| 2008. \| Magyar Színház \| Férj (Laci) \| \| Gárdonyi Géza, Béres Attila \| Egri csillagok \| 2008. \| Győri Nemzeti Színház \| Dobó István, Gábor pap \| \| Szabó Magda, Kovács Krisztina \| Bárány Boldizsár \| 2010. \| Radnóti Színház \| \| \| Molnár Ferenc \| Liliom \| 2010. \| Magyar Színház \| Kapitány \| \| Federico Fellini (filmforgatókönyv), Ennio Flaiano, Tullio Pinelli \| Sweet Charity \| 2010. \| Magyar Színház \| Vittorio Vidal \| \| John Ford \| Kár, hogy kurva \| 2010. \| Magyar Színház Sinkovits Imre Színpad \| Grimaldi, római nemesember \| \| Müller Péter, Müller Péter Sziámi \| Mária evangéliuma \| 2011. \| Győri Nemzeti Színház \| Jézus \| \| Eugène Ionesco \| Makbett \| 2011. \| Budaörsi Játékszín \| Banco \| \| Alexandre Breffort \| Irma, te édes \| 2011. \| Gózon Gyula Kamaraszínház \| Nestor/Oscar \| \| Molnár Ferenc \| A doktor úr \| 2011. \| Budaörsi Játékszín \| Dr Sárkány \| \| K. Halász Gyula \| Fiatalság bolondság \| 2012. \| Bartók Kamaraszínház és Művészetek Háza \| Bán Sándor, hőstenor \| \| Mark Twain, Miklós Tibor \| Tom Sawyer és Huckleberry Finn kalandjai \| 2012. \| Pesti Magyar Színház \| Thacher bíró, tekintélyes polgár, Mary apja; Rabszolgavadász, a különítmény vezetője \| \| Friedrich Schiller \| Ármány és szerelem \| 2013. \| Gózon Gyula Kamaraszínház \| Von Walter, miniszterelnök egy német fejedelem udvarában \| \| Füst Milán \| Catullus \| 2013. \| Pesti Magyar Színház \| Clodius \| \| Szerb Antal, Forgách András \| Holdvilág és utasa \| 2013. \| Vasfüggöny mögötti játéktér \| Pataki Zoltán \| \| Böszörményi Gyula \| Almaszósz \| 2013. \| Magyar Színház \| Goldenir, Párisz herceg hírneves aranyalmája \| \| James Lapine, Stephen Sondheim, Galambos Attila \| Vadregény \| 2014. \| Magyar Színház \| Hamupipőke hercege; Farkas (szerepkettőzés Egyházi Gézával) \| \| \| \| . \| \| \| |                                          |             |                                                                      |                                                                                      |
| Szerző | Cím                                      | Bemutató    | Színház                                                              | Szerep                                                                               |
| Nyikolaj Erdman | A mandátum                               | 1991.       | Színház- és Filmművészeti Főiskola Ódry Színpad                      | Valerjan                                                                             |
| John Arden | Gyöngyélet                               | 1991.       | Móricz Zsigmond Színház                                              | Col, Rachel fia                                                                      |
| William Shakespeare | Szentivánéji álom                        | 1991.       | Nemzeti Színház Várszínház                                           | Demetrius; Oberon (beugrás)                                                          |
| Tennessee Williams | A vágy villamosa                         | 1992.       | Ódry Színpad                                                         | Pablo                                                                                |
| Molière | Dandin György, vagy a megcsalt férj      | 1992.       | Ódry Színpad                                                         | Klitander                                                                            |
| Carlo Goldoni | Csetepaté Chioggiában                    | 1992.       | Nemzeti Színház Várszínház                                           | Titta-Nane                                                                           |
| John Millington Synge | A nyugati világ bajnoka                  | 1991.       | Ódry Színpad                                                         | Philly O' Cullen                                                                     |
| Petőfi Sándor, Bakonyi Károly | János vitéz                              | 1992.       | Nemzeti Színház Karmelita Udvar                                      | János vitéz (beugrás)                                                                |
| William Shakespeare | Macbeth                                  | 1992.       | Gyulai Várszínház                                                    | Macbeth                                                                              |
| Katona József | Bánk bán                                 | 1992.       | Nemzeti Színház Várszínház                                           | Ottó                                                                                 |
| William Shakespeare | Macbeth                                  | 1993.       | Nemzeti Színház                                                      | Macbeth                                                                              |
| Szigligeti Ede | Liliomfi                                 | 1993.       | Nemzeti Színház                                                      | Liliomfi                                                                             |
| Lászlóffy Csaba | Nappali virrasztás                       | 1993.       | Nemzeti Színház Háziszínpada                                         | I. Bujdosó                                                                           |
| Madách Imre | Az ember tragédiája                      | 1994.       | Nemzeti Színház                                                      | Ádám (IV-XII. szín)                                                                  |
| Romain Rolland | A szerelem és halál játéka               | 1994.       | Nemzeti Színház Várszínház Refektórium                               | Horace Bouchet                                                                       |
| William Shakespeare | Lear király                              | 1994.       | Nemzeti Színház Gyulai Várszínház                                    | Cornwall fejedelem                                                                   |
| Molnár Ferenc | Panoptikum avagy a király füle           | 1994.       | Nemzeti Színház                                                      | Arbert báró                                                                          |
| George Bernard Shaw, Alan Jay Lerner | My Fair Lady                             | 1994.       | Nemzeti Színház                                                      | Freddy                                                                               |
| Balogh Elemér, Kerényi Imre | Csíksomlyói passió                       | 1994.       | Nemzeti Színház Várszínház                                           | Plutó                                                                                |
| John-Michael Tebelak | Godspell                                 | 1995.       | Vörösmarty Színház Pelikán Udvar                                     |                                                                                      |
| Miguel de Cervantes, Dale Wasserman | La Mancha lovagja                        | 1995.       | Nemzeti Színház                                                      | Dr. Carrasco (A herceg)                                                              |
| William Shakespeare | Othello, a velencei mór                  | 1995.       | Nemzeti Színház Várszínház                                           | Cassio                                                                               |
| John-Michael Tebelak | Godspell                                 | 1995.       | Nemzeti Színház Várszínház                                           |                                                                                      |
| Szép Ernő | Lila ákác                                | 1995.       | Nemzeti Színház Várszínház                                           | Mínusz                                                                               |
| Spiró György | Ahogy tesszük                            | 1996. 1997. | Nemzeti Színház Várszínház, Refektórium                              | Haver-Barát                                                                          |
| Csiky Gergely | A nagymama                               | 1996.       | Nemzeti Színház                                                      | Kálmán                                                                               |
| Aiszkhülosz | Leláncolt Prométheusz                    | 1996.       | Nemzeti Színház Várszínház                                           | Hermész                                                                              |
| Euripidész | Médeia                                   | 1996.       | Nemzeti Színház Várszínház                                           | Aigeusz, athéni király                                                               |
| Szomory Dezső | Bella                                    | 1997.       | Nemzeti Színház                                                      | Révész Oszkár, publicista                                                            |
| Müller Péter, Müller Péter Sziámi | Mária evangéliuma                        | 1997.       | Miskolci Nemzeti Színház                                             | Jézus                                                                                |
| Müller Péter, Müller Péter Sziámi | Mária evangéliuma                        | 1997.       | Agria Nyári Játékok Eszterházy Károly Tanárképző Főiskola Díszudvara | Jézus                                                                                |
| Szentmihályi Szabó Péter, Bródy János | A kiátkozott                             | 1997.       | Szegedi Szabadtéri Játékok                                           | IV. 'Kun' László király                                                              |
| Békeffi István | A régi nyár                              | 1996.       | Jászai Mari Színház                                                  | Miklós, Jankovits fia                                                                |
| Anton Pavlovics Csehov | Apátlanul                                | 1997.       | Nemzeti Színház Várszínház                                           | Nyikolaj, Trileckij fia                                                              |
| William Gibson | Libikóka                                 | 1998.       | Nemzeti Színház Várszínház                                           | Jerry Rian                                                                           |
| Gárdonyi Géza | Egri csillagok                           | 1998.       | Gárdonyi Géza Színház                                                | Bornemissza Gergely                                                                  |
| Bakonyi Károly, Martos Ferenc | Bob herceg                               | 1998.       | Vörösmarty Színház                                                   | Bob herceg                                                                           |
| Sütő András | Balkáni gerle                            | 1998.       | Nemzeti Színház                                                      | Ciprián                                                                              |
| Molnár Ferenc | A hattyú                                 | 1998.       | Nemzeti Színház Várszínház                                           | Ági Miklós                                                                           |
| Arthur Laurents | West Side Story                          | 1999.       | Miskolci Nemzeti Színház                                             | Tony                                                                                 |
| Harsányi Zsolt, Zágon István | XIV. René                                | 1999.       | Vörösmarty Színház                                                   | György                                                                               |
| Nemeskürty István | Atilla – Isten kardja                    | 1999.       | Szegedi Szabadtéri Játékok                                           | Gyengizik                                                                            |
| Hubay Miklós | Hová lett a Rózsa lelke ? (Nizsinszki)   | 1999.       | Nemzeti Színház                                                      | Nizsinszki                                                                           |
| Daphne du Maurier | A Manderley ház asszonya                 | 1999.       | Játékszín                                                            | Frank Crawley                                                                        |
| Boldizsár Miklós, Bródy János | István, a király                         | 2000.       | Nemzeti Színház                                                      | István, király                                                                       |
| Bródy János | Veled, Uram!                             | 2000.       | Esztergomi Várszínház                                                | Imre herceg                                                                          |
| Boldizsár Miklós, Bródy János | István, a király                         | 2000.       | Egri Nyár Agria Nyári Játékok a Líceum udvarán                       | István, a király                                                                     |
| Pierre Ambroise Choderlos de Laclos, Vidnyánszky Attila | Veszedelmes viszonyok                    | 2000.       | Magyar Színház Várszínház                                            | Danceny lovag                                                                        |
| Oscar Wilde | Bunbury                                  | 2000.       | Szigligeti Színház                                                   | Algernon Moncrieff, John barátja                                                     |
| Miguel de Cervantes, Dale Wasserman | La Mancha lovagja                        | 2001.       | Magyar Színház                                                       | Dr. Carrasco (A Herceg)                                                              |
| Katona József | Bánk bán                                 | 2001.       | Gyulai Várszínház                                                    | Ottó                                                                                 |
| Nemeskürty István | Attila, Isten kardja                     | 2001.       | Szegedi Szabadtéri Játékok                                           | Ellák                                                                                |
| Boldizsár Miklós, Bródy János | István, a király                         | 2001.       | Szegedi Szabadtéri Játékok                                           | István                                                                               |
| Prosper Merimée, Alekszandr Puskin, Georges Bizet, Henri Meilhac, Ludovic Halévy, spanyol folklór elemek, Szergej Maszlobojscsikov | Carmen                                   | 2001.       | Magyar Színház                                                       | Lucas-Escamillo; Morales; Garcia; Angol                                              |
| John-Michael Tebelak | Godspell                                 | 2002.       | Magyar Színház                                                       |                                                                                      |
| William Shakespeare | Vízkereszt, vagy amit akartok            | 2002.       | Magyar Színház                                                       | Orsino                                                                               |
| Jean Racine | Bereníké                                 | 2003.       | Budapesti Kamaraszínház Ericsson Stúdió                              | Titus                                                                                |
| Molière | Dandin György, avagy a megcsúfolt férj   | 2002.       | Grassalkovich – kastély kertje                                       | Csikasz                                                                              |
| Martos Ferenc, Bakonyi Károly | Bob herceg                               | 2003.       | Magyar Színház                                                       | György herceg                                                                        |
| Feydeau Louis, Pozsgai Zsolt | Meglőttük a fényes sellőt                | 2004.       | Katona József Színház (Kecskemét)                                    | Vesztes nyugdíjas                                                                    |
| Julius Brammer, Alfred Grünwald | A cirkuszhercegnő                        | 2004.       | Katona József Színház (Kecskemét)                                    | Mister X                                                                             |
| Balázs Ágnes | Andersen, avagy a mesék meséje           | 2004.       | Magyar Színház                                                       | Ólomkatona, ólomkatona                                                               |
| Hector Crémieux, Ludovic Halévy | Orfeusz az alvilágban                    | 2005.       | Magyar Színház                                                       | Orfeusz                                                                              |
| Molière | Tartuffe                                 | 2006.       | Magyar Színház                                                       | Valér                                                                                |
| Fonyódy Tibor, Pozsgai Zsolt | Árpád népe                               | 2006.       | Papp László Budapest Sportaréna                                      | Mór apát, katolikus pap                                                              |
| Szilágyi László | Csókos asszony                           | 2006.       | Katona József Színház (Kecskemét)                                    | Dorozsmay Pista, komponista                                                          |
| Nepp József (rajzfilm), Ternovszky Béla (rajzfilm), Valla Attila, Szikora Róbert | Macskafogó                               | 2006.       | Magyar Színház                                                       | Tájföl                                                                               |
| Leo Stein, Bela Jenbach | Csárdáskirálynő                          | 2007.       | Móricz Zsigmond Színház                                              | Edwin, Leopoldék fia                                                                 |
| Szigligeti Ede | Liliomfi                                 | 2007.       | Magyar Színház                                                       | Szellemfi                                                                            |
| Molière, Jean-Baptista Poquelin | Dandin György, avagy a megcsúfolt férj   | 2008.       | Kastély Mákszínház Zichy – Hadik Kastély                             | Csikasz                                                                              |
| Tim Rice | Evita                                    | 2008.       | Győri Nemzeti Színház                                                | Peron                                                                                |
| Háy János | Házasságon innen, házasságon túl         | 2008.       | Magyar Színház                                                       | Férj (Laci)                                                                          |
| Gárdonyi Géza, Béres Attila | Egri csillagok                           | 2008.       | Győri Nemzeti Színház                                                | Dobó István, Gábor pap                                                               |
| Szabó Magda, Kovács Krisztina | Bárány Boldizsár                         | 2010.       | Radnóti Színház                                                      |                                                                                      |
| Molnár Ferenc | Liliom                                   | 2010.       | Magyar Színház                                                       | Kapitány                                                                             |
| Federico Fellini (filmforgatókönyv), Ennio Flaiano, Tullio Pinelli | Sweet Charity                            | 2010.       | Magyar Színház                                                       | Vittorio Vidal                                                                       |
| John Ford | Kár, hogy kurva                          | 2010.       | Magyar Színház Sinkovits Imre Színpad                                | Grimaldi, római nemesember                                                           |
| Müller Péter, Müller Péter Sziámi | Mária evangéliuma                        | 2011.       | Győri Nemzeti Színház                                                | Jézus                                                                                |
| Eugène Ionesco | Makbett                                  | 2011.       | Budaörsi Játékszín                                                   | Banco                                                                                |
| Alexandre Breffort | Irma, te édes                            | 2011.       | Gózon Gyula Kamaraszínház                                            | Nestor/Oscar                                                                         |
| Molnár Ferenc | A doktor úr                              | 2011.       | Budaörsi Játékszín                                                   | Dr Sárkány                                                                           |
| K. Halász Gyula | Fiatalság bolondság                      | 2012.       | Bartók Kamaraszínház és Művészetek Háza                              | Bán Sándor, hőstenor                                                                 |
| Mark Twain, Miklós Tibor | Tom Sawyer és Huckleberry Finn kalandjai | 2012.       | Pesti Magyar Színház                                                 | Thacher bíró, tekintélyes polgár, Mary apja; Rabszolgavadász, a különítmény vezetője |
| Friedrich Schiller | Ármány és szerelem                       | 2013.       | Gózon Gyula Kamaraszínház                                            | Von Walter, miniszterelnök egy német fejedelem udvarában                             |
| Füst Milán | Catullus                                 | 2013.       | Pesti Magyar Színház                                                 | Clodius                                                                              |
| Szerb Antal, Forgách András | Holdvilág és utasa                       | 2013.       | Vasfüggöny mögötti játéktér                                          | Pataki Zoltán                                                                        |
| Böszörményi Gyula | Almaszósz                                | 2013.       | Magyar Színház                                                       | Goldenir, Párisz herceg hírneves aranyalmája                                         |
| James Lapine, Stephen Sondheim, Galambos Attila | Vadregény                                | 2014.       | Magyar Színház                                                       | Hamupipőke hercege; Farkas (szerepkettőzés Egyházi Gézával)                          |
| |                                          | .           |                                                                      |                                                                                      |

### Jelenleg játszott szerepei

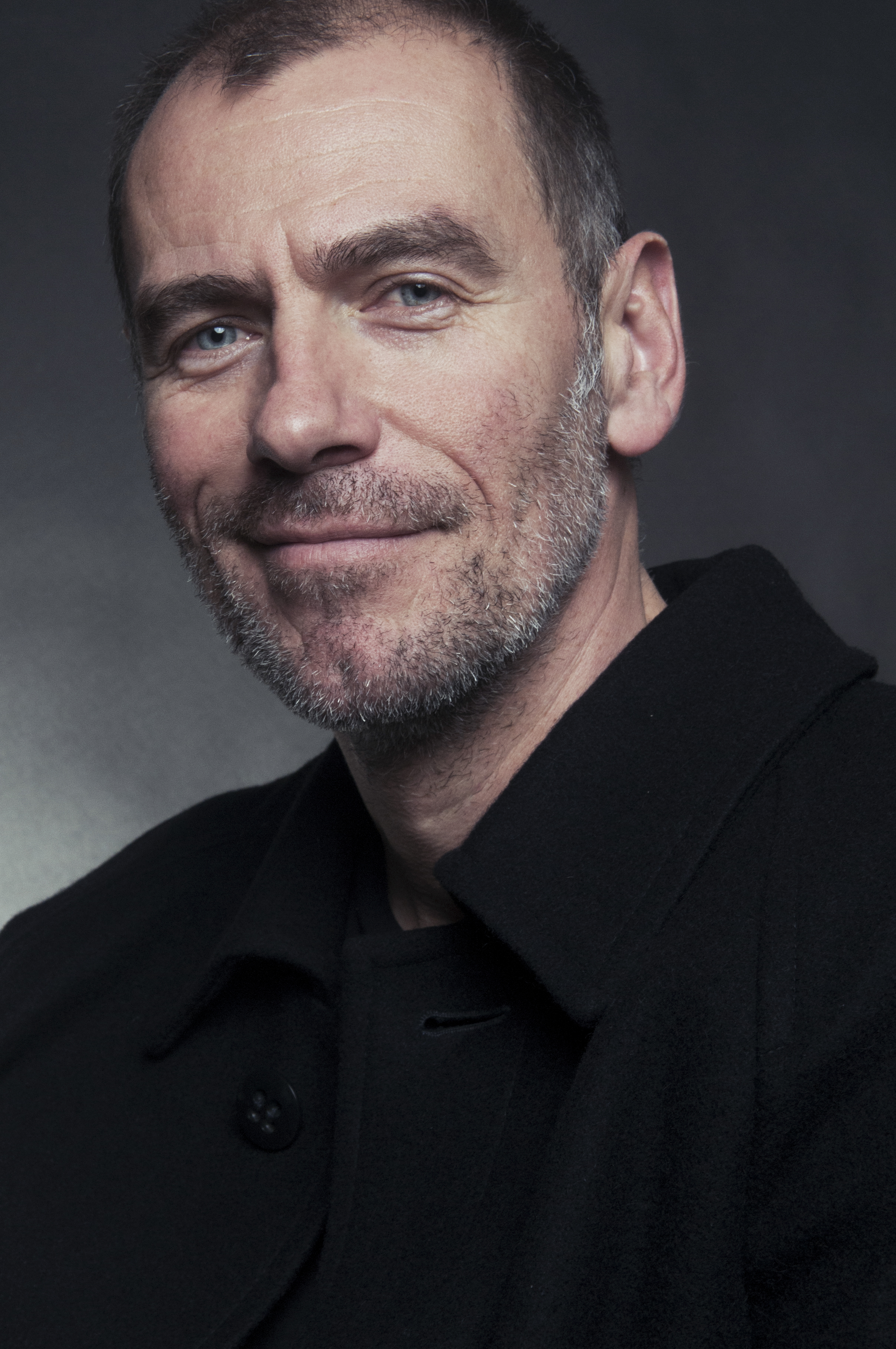
Szeidl Mariann fotója (2014)

Az utolsó módosítás ebben a szakaszban:  2017. január 1., 14:03 (CET)
A Pesti Magyar Színházban:
- Háy János: Házasságon innen, házasságon túl – FÉRJ
- Forgách András (Szerb Antal): Holdvilág és utasa – PATAKI ZOLTÁN
- Jeney Zoltán: Rév Fülöp – VÖRÖS LOVAG[8]
- Arnold Wesker: A konyha – MICHAEL[9]
- Richard Rodgers, Oscar Hammerstein II., Howard Lindsay, Russel Crouse, Maria Augusta von Trapp, Bátki Mihály, Fábri Péter: A muzsika hangja – MAX DETWEILER
- Robert Thoeren (Fordító: Bátki Mihály), Jule Styne, Topolcsányi Laura: Sugar (Van aki forrón szereti) – SPATS, gengszter[10]
- Hedry Mária: Tündér Míra – HOLNEMVOLT ORSZÁG KIRÁLY[11]
- Berg Judit: Rumini – KAPITÁNY[12]
- Dés László, Nemes István, Böhm György, Korcsmáros György, Horváth Péter, Radványi Géza, Balázs Béla: Valahol Európában – TANÍTÓ[13]

Vendégművészként játszott szerepei:
- ExperiDance – Omega musical: Gyöngyhajú lány balladája – apa, Kriszta apja (szereptöbbszörözés, Radnóti Miklós Művelődési Központ)[14]
- Sir Elton John, Lee Hall(wd): Billy Elliot – a Musical – apa (szereptöbbszörözés, Erkel Színház)[15]

## Filmes szerepei
- Minden szerdán (filmdráma), 1979
- Novellák: A szerelem (TV-film), 1993
- A fáklya (TV-film), 1993
- Befordultam a konyhára (TV-film, versösszeállítás), 1997
- Szörényi Levente, Bródy János – Veled, Uram! (komolyzenei film), 2000
- István, a király (TV-film, színházi közvetítés), 2002
- Tengerszem (dokumentum sorozat), 2002
- Jacques Offenbach: Orfeusz az alvilágban (TV-film), 2009
- Barátok közt (televíziós sorozat),2004–2005, 2012 – Pierre Berger
- Hacktion: Újratöltve (TV-film), 2013 – Szigeti Dénes
- Munkaügyek (TV-film), 2014 – főnök
- Tóth János (magyar sorozat), 2017 – Berci
- Holnap Tali! (Websorozat), 2017 – Lara apja
- Valami Amerika 3. (magyar vígjáték), 2018 – szülész-orvos
- Jóban Rosszban (magyar vígjáték), 2018 – Török Barnabás
- Alvilág (magyar krimi), 2019 – Orvos
- Jófiúk (magyar sorozat), 2019 – Dr. Dudás
- Mintaapák (magyar sorozat), 2020 – Róbert
- Doktor Balaton (magyar sorozat), 2021 – Hivatalnok
- Elk*rtuk (magyar film), 2021
- Hotel Margaret (magyar sorozat), 2022 – Kórház igazgató
- Keresztanyu (magyar sorozat), 2022 – Határőr
- Drága örökösök – A visszatérés (magyar sorozat), 2023 – Menedzser

## Videóklip-szerepek
- Bagossy Brothers Company –Visszajövök (2019)

## Szinkronszerepei
- Help! – John (John Lennon)

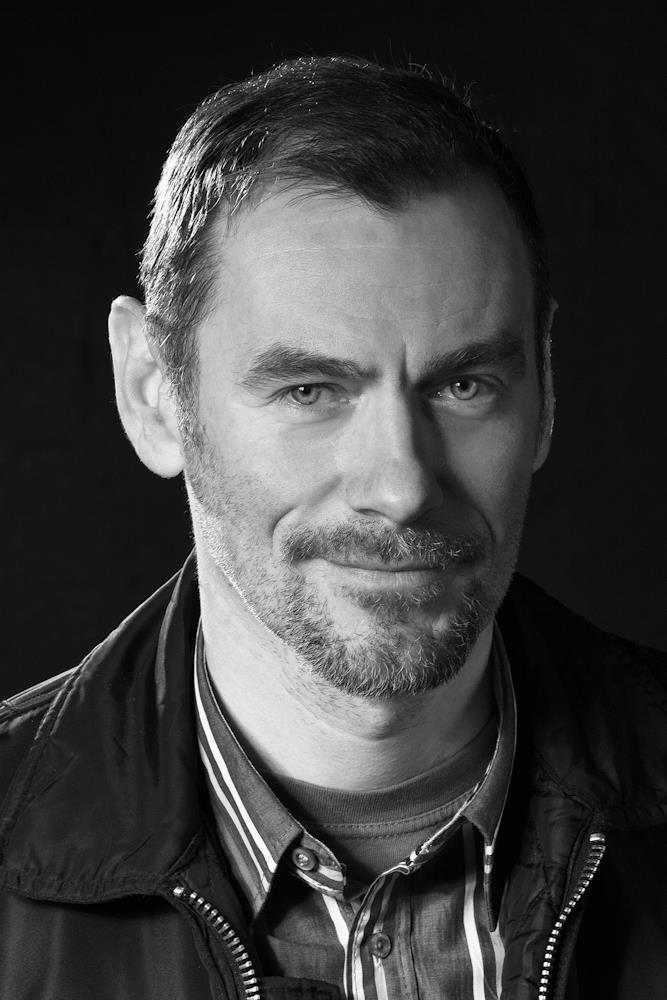
P. Szabó István portréján 2012-ben a Tom Sawyer és Huckleberry Finn kalandjai szereplőjeként

- Éjféli expressz (Midnight Express) – Billy Hayes (Brad Davis)
- Sue (Sue) [1997] – Ben (Matthew Powers)
- Titanic (Titanic) [1997] – Caledon „Cal” Hockley (Billy Zane)
- Őrangyal (The Guardian), tévésorozat – Nick Fallin – (Simon Baker)
- Fekete Emanuelle (Emanuelle Nera)